# バーンダーラー駅
バーンダーラー駅（バーンダーラーえき、タイ語:สถานีรถไฟชุมทางบ้านดารา）は、タイ王国北部ウッタラディット県ピチャイ郡にある、タイ国有鉄道北本線の駅である。

## 概要
バーンダーラー駅はタイ王国北部にあり、ウッタラディット県の人口約8万人が暮らすピチャイ郡にある。当駅はナーン川の西側に位置し、首都バンコクから458.31km地点にある。これは東京駅から滋賀県の河瀬駅までに相当する距離である。駅の正面側（東側）が、市街地であるが小さな町である。 
三等駅で1日当たり14列車（7往復）の発着があり、特急列車停車駅でもある（全ての特急列車が停車するわけではない）。サワンカローク支線には前記列車の内1往復しか設定されていない。この列車は、クルンテープ駅発でありサワンカローク到着後折り返しシラアット駅行きとなる。この為当駅にて乗り換える乗客はチエンマイ方面よりサワンカローク方面及び、サワンカローク方面よりバンコク方面へ向かう乗客に限られる。クルンテープ駅より特急列車で6時間50分程度である。また当駅を含むロッブリー駅より終点チェンマイ駅までは、単線区間である。
当駅と前の駅（ライオイ駅）との間に、ナーン川に架かるポーラミン橋梁があるが北本線中最大の橋である。

## 歴史
1897年3月26日にタイ官営鉄道最初の区間が、クルンテープ駅 - アユタヤ駅間に開業し、1900年12月21日に当初計画のナコンラチャシーマ駅まで完成した。この頃北本線をチエンマイまで整備する事なり、少しずつ延伸開業の後1908年11月11日に当駅まで完成した。当初は終着駅であったが、9か月後の1909年8月15日にパントンプン駅まで延伸開業され、またサワンカローク支線が完成した事により分岐駅となった、当駅開業の約13年後の1922年1月1日に、チエンマイ駅までの全通完成を見た。
- 1897年3月26日 【開業】クルンテープ駅 - アユタヤ駅 (71.08km)
- 1897年5月1日  【開業】アユタヤ駅 - バーンパーチー駅 (18.87km)
- 1901年4月1日  【開業】バーンパーチー駅 - ロッブリー駅 (42.86km)
- 1905年10月31日【開業】ロッブリー駅 - パークナムポー駅 (117.75km)
- 1907年1月24日 【開業】パークナムポー駅 - ピッサヌローク駅 (138.66km)
- 1908年11月11日【開業】ピッサヌローク駅 - バーンダーラー分岐駅 (69.03km)
- 1909年8月15日 【開業】バーンダーラー分岐駅 - パントンプン駅 (51.05km)
- 1909年8月15日 【開業】バーンダーラー分岐駅 - サワンカローク駅 (28.83km)

## 駅構造
単式及び島式1面の複合型ホーム2面2線をもつ地上駅であり、駅舎はホームに面している。